# Husino
Husino (en cyrillique : Хусино) est un village de Bosnie-Herzégovine. Il est situé sur le territoire de la Ville de Tuzla, dans le canton de Tuzla et dans la fédération de Bosnie-et-Herzégovine. Selon les premiers résultats du recensement bosnien de 2013, il compte 987 habitants.

## Géographie
La communauté locale de Husino est située du nord-est de la Bosnie-Herzégovine, dans les faubourgs sud-ouest de la ville de Tuzla. Elle s'étend sur 20 km2, soit 6,5 % du territoire de la municipalité de Tuzla. Son altitude moyenne se situe à 252 m, mais elle est bordée au nord par la colline de Markovište qui, elle, atteint 348 m.

## Histoire
Les premières traces du village remontent au début du XVe siècle, avant que l'Empire ottoman n'envahisse la Bosnie-Herzégovine en 1463. À cette époque, le village ne comportait que 10 maisons, éparpillées sur les pentes sinueuses de la colline Markovište. En réalité, Husino était l'entité administrative qui regroupait en son sein deux petits hameaux, Božići et Kliještevina. Lors du premier recensement de la population en 1533, le village comptait 13 maisons. 17 maisons furent recensées en 1548 et 20 en 1600.
Pendant 500 ans, le mystère planait autour de l'origine étymologique de Husino. En effet, on attribuait le nom du village à un certain Huso, intendant Ottoman qui aurait régné sur la région au XVe siècle. Aujourd'hui le mystère semble être levé. Le nom proviendrait du mot husa, ce qui signifie en slave ancien piège, embuscade.

### La rébellion de Husino (Husinska buna)
Husino est connu dans sa région pour la rébellion des mineurs du 20 décembre 1920. Tout commença lorsque les mineurs exigèrent une hausse de salaire de 30-45 % pour contrer l'inflation galopante qui avait paralysé l'économie du pays (+60 % entre août et décembre 1920), avec comme menace en cas de refus des autorités, une grève générale. Cette exigence fut très mal accueillie par les autorités qui prirent des mesures radicales pour la contrer. Le 27 décembre 1920, ils envoyèrent à Husino, qui était alors considéré comme le quartier général du mouvement de grève, une troupe de 19 gendarmes et policiers qui était chargée de fouiller les maisons des grévistes en vue de les capturer et de les déporter. La troupe fut accueillie par les grévistes mêmes et les villageois sympathisants, armés pour la plupart de simples pierres et pioches. Les gendarmes et policiers furent vite décimés, ce qui provoqua la colère des autorités qui envoyèrent le soir même deux bataillons de l'armée ainsi que de l'artillerie lourde et 50 gendarmes. Face à l'armée, les mineurs n'eurent d'autre choix que de capituler et de renoncer à leurs exigences.
La rébellion des mineurs constitue un des combats les plus importants et intenses de la classe ouvrière pour ses droits en ex-Yougoslavie. La rébellion fut étouffée dans le sang par le régime en place à cette époque et des exactions furent commises à l'encontre des mineurs et de leurs familles: confiscation des appartements, vols, viols, arrestations, expatriations, etc. En tout, 350 mineurs et membres de leurs familles furent inculpés et jugés et 12 reçurent une peine de prison de longue durée. Comme conséquence de la terreur mise en place par les autorités de l'époque, 32 mineurs ont trouvé la mort. Leurs stèles installées dans le parc municipal de Husino témoignent encore aujourd'hui de cette époque sombre de l'histoire récente du village. Le mineur brandissant un fusil et portant une pioche reste d'ailleurs encore aujourd'hui le symbole du village.

## Démographie

### Évolution historique de la population dans la localité
| 1948 | 1953 | 1961  | 1971  | 1981  | 1991  | 2013 |
| ---- | ---- | ----- | ----- | ----- | ----- | ---- |
| -    | -    | 1 698 | 1 963 | 1 988 | 1 572 | 987  |

|  |

### Communauté locale
En 1991, la communauté locale de Husino comptait 2 570 habitants, répartis de la manière suivante :